# Kaneyama (Fukushima)
Kaneyama (金山町?) è una cittadina giapponese della prefettura di Fukushima.